# 自由人街車站
自由人街車站（英語：Freeman Street station）是紐約地鐵IRT白原路線的一個慢車地鐵站，位於布朗克斯克羅托納公園東自由人街及南方林蔭路交界，設有2號線（任何時候停站）與5號線（任何時候停站（除繁忙時段的尖峰方向外））列車服務。

## 車站結構
| 月台層 | 側式月台 | 側式月台 |
| 月台層 | 北行慢車 | ← 往威克菲爾德-241街 (174街) ← 往伊斯徹斯特-代里大道 (174街)                                                                              |
| 月台層 | 尖峰快車 | ← 黃昏繁忙時段不停靠 ← 早上繁忙時段不停靠 →                                                                                               |
| 月台層 | 南行慢車 | ← 經第七大道往夫拉特布什大道-布魯克林學院 (辛普森街) → ← 平日經萊辛頓大道往夫拉特布什大道-布魯克林學院， 黃昏/週末往滾球綠地 (辛普森街) → |
| 月台層 | 側式月台 | |
| Ground | 街道層   | 出入口 |

此站與前景大道車站一樣，設有兩個彎曲的側式月台和三條軌道，同時設有加熱器和木製的夾層、地板和一個開放式的舊攤位，與辛普森街車站相近。由於月台的彎曲程度，列車廣播提醒乘客「請小心列車與月台之間的空隙」，而此站不設月台伸縮踏板。
自由人街於1904年11月26日啟用，在1955年IRT第三大道線卑爾根大道繞道分支啟用以前是總站。1905年7月10日「IRT百老匯快車線」於傑克遜大道車站啟用，而車站亦開始服務這些列車。第三大道線服務於1955年5月12日終止。車站於2004年翻新。

## 外部連結
- nycsubway.org—IRT White Plains Road Line: Freeman Street
- nycsubway.org — The El Artwork by Daniel Hauben (2005) （页面存档备份，存于）
- Station Reporter — 2 Train
- Station Reporter — 5 Train
- The Subway Nut — Freeman Street Pictures （页面存档备份，存于）
- MTA's Arts For Transit — Freeman Street (IRT White Plains Road Line)
- Freeman Street entrance from Google Maps Street View
- Platforms from Google Maps Street View